# Baron FitzGerald i Vesey
Baronowie FitzGerald i Vesey 1. kreacji (parostwo Irlandii)
- 1826–1832: Catherine FitzGerald, 1. baronowa FitzGerald i Vesey
- 1832–1843: William Vesey-FitzGerald, 2. baron FitzGerald i Vesey, kreowany w 1835 r. 1. baronem FitzGerald w parostwie Zjednoczonego Królestwa
- 1843–1860: Henry Vesey-FitzGerald, 3. baron FitzGerald i Vesey